# Shikken
Shikken (執権) est le titre donné aux régents des shoguns de Kamakura. Après la mort de Minamoto no Yoritomo, le premier shogun de Kamakura, Tokimasa Hōjō intrigue avec sa fille pour enlever le pouvoir à son petit-fils Minamoto no Yoriie, le nouveau shogun, et diriger le gouvernement.

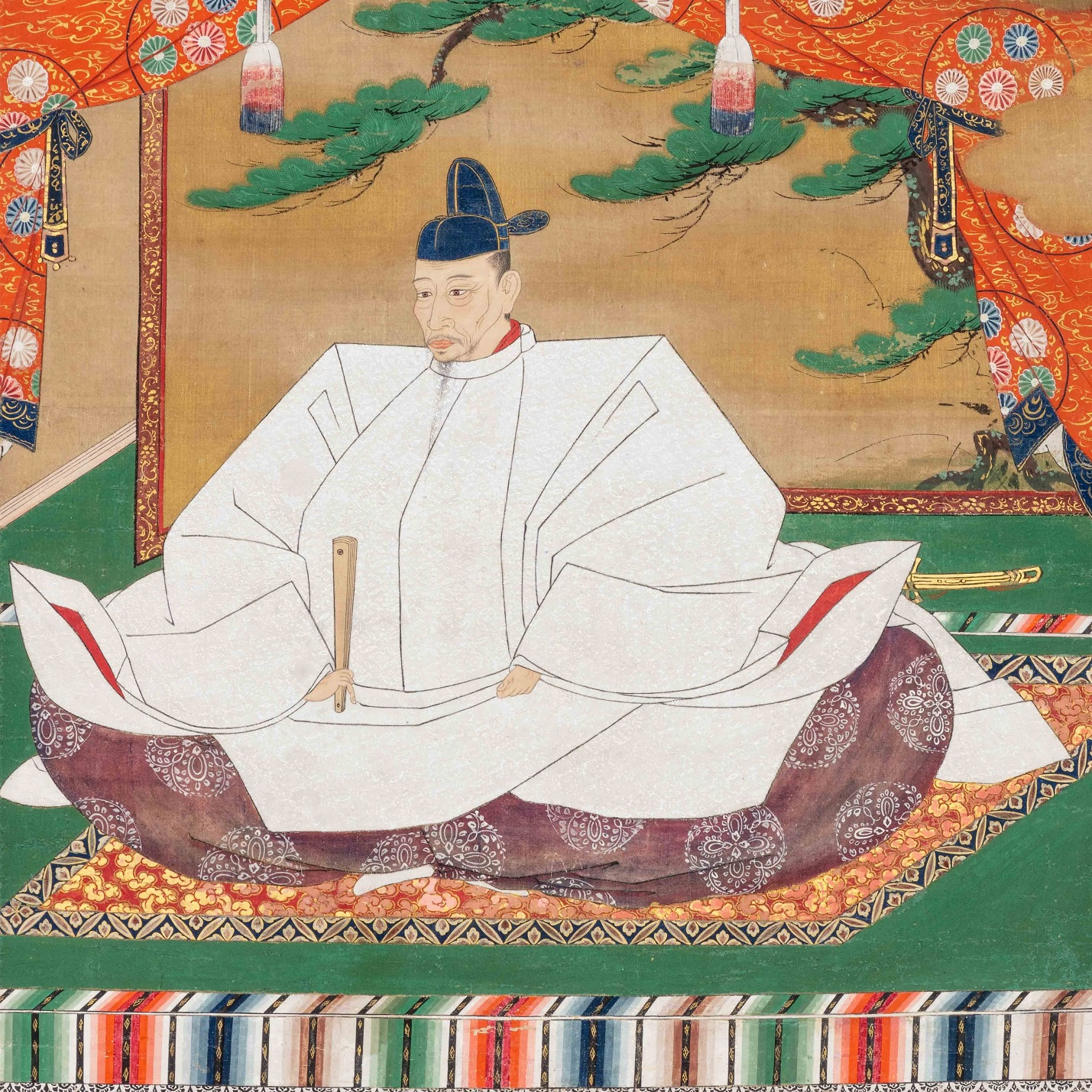
Le dernier Shikken - Toyotomi Hideyoshi

Par la suite, les shikken, tous membres du clan Hōjō, gouvernaient effectivement en lieu et place du shogun (et en son nom), et étaient également chefs du mandokoro (sorte de ministère des Finances du bakufu) et Yoshitoshi, le second shogun, en fit aussi les chefs du samurai-dokoro (sorte de ministère des Affaires militaires), après avoir éliminé le clan Wada, ce qui fait du poste de shikken le plus important dans le gouvernement du Japon, ayant bien plus de pouvoir que le shogun ou de l'empereur.
À partir de 1224, les shikken furent parfois secondés par un rensho (cosignataire). Si le début de la liste se confond avec celle des tokusō (chefs du clan Hōjō), Hōjō Tokiyori sépare les deux postes en installant Hōjō Nagatoki en tant que shikken et son fils Hōjō Tokimune à sa succession en tant que tokuso. Le pouvoir effectif passe alors des shikken aux tokuso.

## Liste desshikken
| Rang | Nom            | Dates de vie | Dates de gouvernement |
| ---- | -------------- | ------------ | --------------------- |
| 1    | Hōjō Tokimasa  | 1138-1215    | 1199-1205             |
| 2    | Hōjō Yoshitoki | 1163-1224    | 1205-1224             |
| 3    | Hōjō Yasutoki  | 1183-1242    | 1224-1242             |
| 4    | Hōjō Tsunetoki | 1224-1246    | 1242-1246             |
| 5    | Hōjō Tokiyori  | 1227-1263    | 1246-1256             |
| 6    | Hōjō Nagatoki  | 1229-1264    | 1256-1264             |
| 7    | Hōjō Masamura  | 1205-1273    | 1264-1268             |
| 8    | Hōjō Tokimune  | 1251-1284    | 1268-1284             |
| 9    | Hōjō Sadatoki  | 1271-1311    | 1284-1301             |
| 10   | Hōjō Morotoki  | 1275-1311    | 1301-1311             |
| 11   | Hōjō Munenobu  | 1259-1312    | 1311-1312             |
| 12   | Hōjō Hirotoki  | 1279-1315    | 1312-1315             |
| 13   | Hōjō Mototoki  | ?-1333       | 1315                  |
| 14   | Hōjō Takatoki  | 1303-1333    | 1316-1326             |
| 15   | Hōjō Sadaaki   | 1278-1333    | 1326                  |
| 16   | Hōjō Moritoki  | ?-1333       | 1327-1333             |